# Ân Hồng
Ân Hồng (tiếng Trung: 殷洪) là một nhân vật hộ thần trứ danh Đạo giáo.

## Lịch sử
Theo phong thần bảng, Ân Giao là anh, Ân Hồng là em, cả hai đều là con Trụ Vương với Khương hoàng hậu. Khi còn ở tiềm để, Ân Giao thụ ngôi Đông cung thái tử, còn Ân Hồng được phong Nhị điện quận vương.
Vì cả giận Đắc Kỷ Bí Trọng xúc xiểm khiến mẫu hậu bị hành hình rất tàn độc, lại gây liên lụy Hoàng quý phi, hai anh em tuốt kiếm xông vào Thọ Tiên cung định giết Đắc Kỷ. Trụ Vương vì sủng ái Tô Thị nên hạ lệnh xử tử Ân Giao Ân Hồng. Anh em họ phải trốn vào tẩm cung Dương quý phi, Đắc Kỷ Vưu Hồn mới gièm quý phi thông dâm với Ân Giao Ân Hồng, phi uất ức bèn treo cổ tự vận. Sau đó Ân Giao Ân Hồng may mắn được đại tướng quân Hoàng Phi Hổ ngầm đỡ cho, rồi có anh em Phương Bật Phương Tướng cõng trốn khỏi Triều Ca.
Trụ Vương sai chư tướng Ân Phá Bại và Lôi Khai đem quân đi truy bắt. Toán người phải chia đôi ngả: Phương Bật rước Ân Giao sang Đông Lỗ định nhờ quốc cữu Đông bá hầu Khương Hoàng Sở, còn Phương Tướng điệu Ân Hồng đi Nam Độ nương cậy Nam bá hầu Ngạc Sùng Võ.
Giữa đàng, anh em Phương Bật Phương Tướng đem cái ấn vàng Hoàng Phi Hổ cho đem bán định lấy tiền mua thức ăn, bốn người vì thế lạc nhau. Trên đường Đông Lỗ, Ân Giao vào nhà cựu thừa tướng Thương Dung, còn trên đường Nam Độ, Ân Hồng ghé nghỉ ở một ngôi miếu. Rốt cuộc cả hai đều bị quan quân bắt được, ép lên ngựa trẩy kinh.
Trụ Vương nghe Đắc Kỷ xúi, bèn hạ lệnh xử quyết hai con. Khi giảo trường bày ra, có tiên ông Xích Tinh Tử động Vân Tiêu và Quảng Thành Tử động Đào Nguyên đằng vân qua, thấy hai đạo hào quang cản đường, bèn bảo nhau: "Hai người bị trói tựa đều nên vị tướng, chúng mình thuộc đạo tâm. Chi bằng hiền huynh cứu một còn tôi cứu một, rồi đưa nhau về núi, dạy thông phép tắc, mai sau nhà Châu dấy nghiệp thời cho xuống làm tì tướng Tử Nha". Đoạn bắt quyết làm trận gió mù khiến quan binh tối tăm mặt mũi, rồi cuốn nhị vị hoàng tử đi mất.

## Văn hóa
Trong vòng 18 năm sau, anh em Ân Giao Ân Hồng gia nhập đạo quân tôn phù Tây bá hầu Cơ Xương, lần hồi dựng đại nghiệp nhà Châu. Sau khi Trụ Vương tru diệt, Châu Võ vương Cơ Phát lập phong thần bảng, ban tước hiệu cho Ân Hồng là Địa ti Thái tuế Phó sứ Uy lực Á đức Nguyên tướng (地司太歲副吏威力亞德元帥), sau được dân gian gọi Tiểu Ân nguyên tướng (小殷元帥), đời đời linh ứng.
Còn theo Phong thần diễn nghĩa, ban đầu vì giận bài dâm thi của Trụ Vương, bà Nữ Oa đã đằng vân tới Triều Ca định quật chết vua, nhưng có hai đạo hào quang của anh em Ân Giao Ân Hồng cản lại, mà thọ mạng Trụ Vương còn những 28 năm. Bà bèn đổi ý, bèn về cởi phướn chiếu yêu thả ba con tinh Hồ Ly, Bạch Trĩ, Tì Bà ra rồi đòi chúng nó đi quyến dỗ Trụ Vương cho nhà Thương chóng đổ gãy thêm. Việc truy lùng Ân Giao Ân Hồng đã dẫn tới cái chết của Dương quý phi, cựu thừa tướng Thương Dung, Đông bá hầu Khương Hoàng Sở và Nam bá hầu Ngạc Sùng Võ, qua đó mở ra thời hỗn chiến phù Châu diệt Trụ.

## Liên kết
1. ↑  神话小说《封神演义》中的人物：殷洪

- Thông tin Bách Khoa Bách Độ